# 理数科
理数科（りすうか）は、かつての国民学校の教科の一つ。国民学校令施行規則によると「理數科ハ通常ノ事物現象ヲ正確ニ考察シ処理スル能ヲ得シメ之ヲ生活上ノ實踐ニ導キ合理創造ノ精神ヲ涵養シ國運ノ發展ニ貢献スルノ素地ニ培フヲ以テ要旨トス」と目的を定められている。
「合理創造ノ精神ヲ涵養」する理数科では従来の知識注入主義を排して、観察-考察-処理を中心とした科学的精神を形成することを課題とした。それは国家の総力戦となる戦争が高度な科学技術を必要とするためでもあった。
6年生用の理科の教科書『初等科理科三』には、「私タチハコレカラ、モツト理科ノ勉強ヲシテ、國ノ力ヲ盛ニシ、國ノ光ヲマスマス世界ニ輝カサウ」とある。

## 科目
理数科は次の科目に分節されている。
- 算数
- 理科（初等科4年以上）
- 自然の観察（初等科3年以下）